# Chi Lupi
Chi Lupi (132 Lupi) é uma estrela na direção da constelação de Lupus. Possui uma ascensão reta de 15h 50m 57.54s e uma declinação de −33° 37′ 37.6″. Sua magnitude aparente é igual a 3.97. Considerando sua distância de 206 anos-luz em relação à Terra, sua magnitude absoluta é igual a −0.03. Pertence à classe espectral B9.5III-IV.